# Lee Chung-ah
Lee Chung-ah (29 de octubre de 1984) es una actriz surcoreana. Es conocida sobre todo por sus papeles protagonistas en las películas Temptation of Wolves (2004) y My Tutor Friend 2 (2007), así como por el drama Flower Boy Ramen Shop (2011).

## Vida personal
En el 2013 comenzó a salir con el actor Lee Ki-woo, sin embargo años más tarde se anunció en julio del 2019 que la pareja se había separado en el 2018.

## Carrera
Comenzó su carrera en la actuación con personajes de reparto en las películas Resurrection of the Little Match Girl (2002) y Happy Ero Christmas (2003). 
En 2004 obtuvo su primer papel principal en Temptation of Wolves (2004), una adaptación cinematográfica de una novela de Guiyeoni. Interpretó el papel de una chica de campo que se traslada a la ciudad y atrae la atención de los dos chicos más populares de la ciudad, interpretados por Jo Han-sun y Kang Dong-won. La película llevó a los dos actores a la fama, pero no a Lee.
En 2010 interpretó el personaje de Ji-hye, la hermana menor de la protagonista (Im Soo-jung) en la exitosa comedia romántica Finding Mr. Destiny.
El 28 de octubre del 2019 se unió al elenco de la serie VIP, donde dio vida a Lee Hyeon-ah, hasta el final de la serie el 24 de diciembre del mismo año.
El 30 de noviembre del 2020 se unió al elenco principal de la serie Night and Day donde interpreta a la agente del FBI, Jamie Layton, una detective que luego de regresar a Corea decide resolver el caso del asesino en serie que está relacionado con recuerdos périddos de su pasado.

## Filmografía

### Series de televisión
| Año     | Título                            | Papel                | Canal                 | Ref.                 |
| ------- | --------------------------------- | -------------------- | --------------------- | -------------------- |
| 2005    | Let's Go to the Beach             | Yoon So-ra           | SBS                   |                      |
| 2006    | Going Together                    | Da-seul              | SBS                   |                      |
| 2008    | Chosun Police Season 2            | Han Da-kyung         | MBC Dramanet          |                      |
| 2009    | The Accidental Couple             | Koo Min-ji           | KBS2                  |                      |
| 2009    | Everybody Cha-cha-cha             | Han Soo-hyun         | KBS1                  |                      |
| 2010    | Pure Pumpkin Flower               | Park Soon-jung       | SBS                   |                      |
| 2011    | Flower Boy Ramen Shop             | Yang Eun-bi          | tvN                   |                      |
| 2013    | Wonderful Mama                    | Oh Da-jung           | SBS                   |                      |
| 2013    | Dating Agency: Cyrano             | Seol Yoo-jin         | tvN                   |                      |
| 2014    | High School King of Savvy         | (cameo, episodio 17) | tvN                   |                      |
| 2014    | Drama Special "Bride in Sneakers" | Park Bo-kyung        | KBS2                  |                      |
| 2015-16 | Riders: Catch Tomorrow            | Yoon So-dam          | E Channel & DRAMAcube |                      |
| 2016    | Vampire Detective                 | Yo-na                | OCN                   |                      |
| 2016    | Lucky Romance                     | Seol-hee/Amy         | MBC                   |                      |
| 2017    | Because This is My First Life     | Ko Jung-min          | tvN                   |                      |
| 2017-18 | The Best Moment to Quit Your Job  | Sun-hee              | Lifetime Asia         |                      |
| 2019    | Beautiful World                   | Kang Joon-ha         | JBTC                  |                      |
| 2019    | VIP                               | Lee Hyun-ah          | SBS                   |                      |
| 2020    | Hello Dracula                     | So-jung              |                       |                      |
| 2020-21 | Awaken                            | Jamie Leighton       | tvN                   | [ 11 ]               |
| 2022    | One Thousand Won Lawyer           | Lee Joo-young        | SBS                   | [ 12 ]               |
| 2023    | Celebridad                        | Yoon Si-hyun         | Netflix               | [ 13 ]               |
| 2023    | My Dearest                        | Gak-hwa              | MBC                   | [ 14 ]               |
| 2024    | Hide                              | Ha Yeon-joo          | Coupang Play, JTBC    | [ 15 ] [ 16 ] [ 17 ] |

### Cine
| Año  | Título                                | Rol                             | Notas                                      |
| ---- | ------------------------------------- | ------------------------------- | ------------------------------------------ |
| 2002 | Resurrection of the Little Match Girl | chica de soju-bang              |                                            |
| 2002 | Tears                                 |                                 |                                            |
| 2003 | Happy Ero Christmas                   | Lee Hae-min                     |                                            |
| 2004 | Twentidentity                         |                                 | segmento: "Convenience Store at 2:00 a.m." |
| 2004 | Temptation of Wolves                  | Jung Han-kyung                  |                                            |
| 2005 | The Dark Plan of Green Tea Planet     |                                 | short film                                 |
| 2006 | Sunday Seoul                          | Young-ja                        | segmento: "The Young Adventurer"           |
| 2007 | My Tutor Friend 2                     | Kitano Junko                    |                                            |
| 2008 | The Good, the Bad, the Weird          | Song-yi                         |                                            |
| 2009 | That Fool                             | Min-ji                          |                                            |
| 2010 | The First Love Series                 | Han Seo-yeon                    | segmento: "Paper Crane"                    |
| 2010 | Finding Mr. Destiny                   | Ji-hye                          | [ 5 ]                                      |
| 2010 | Oh! Happy Day                         | vecina                          | short film                                 |
| 2010 | Lee Chung-ah's Seoul Play             |                                 | short film                                 |
| 2013 | The Five                              | Park Jeong-ha                   |                                            |
| 2014 | First Love Struck Me One Day          | Yong-jae                        |                                            |
| 2014 | Twinkle-Twinkle Pitter-Patter         |                                 | short film                                 |
| 2015 | Northern Limit Line                   | Capitana Choi Yoon-jung (cameo) |                                            |
| 2017 | Bluebeard                             | Mi-yeon                         |                                            |
| 2019 | Spring Again                          | Eun Jo                          |                                            |

### Programas de televisión
| Año  | Título      | Programa | Notas                                            |
| ---- | ----------- | -------- | ------------------------------------------------ |
| 2016 | Battle Trip | KBS2     | Participó junto a Seo Hyo-rim, (episodios 27-30) |

### Presentadora
| Año  | Evento                | Notas  |
| ---- | --------------------- | ------ |
| 2020 | The Fact Music Awards | [ 18 ] |

### Revistas / sesiones fotográficas
| Año  | Título             | Notas                 |
| ---- | ------------------ | --------------------- |
| 2021 | 1st. Look Magazine | junto a Yoo Yeon-seok |

## Premios y nominaciones
| Año  | Categoría               | Premio          | Trabajo | Resultado |
| ---- | ----------------------- | --------------- | ------- | --------- |
| 2019 | Best Supporting Actress | SBS Drama Award | VIP     | Ganó      |